# شوکو تسودا
شوکو تسودا (انگلیسی: Shōko Tsuda؛ زادهٔ ۳۰ ژانویهٔ ۱۹۶۳) صداپیشه، و بازیگر اهل ژاپن است.
از فیلم‌ها یا برنامه‌های تلویزیونی که وی در آن نقش داشته‌است می‌توان به بازیگر هزاره اشاره کرد.